# ГЕС El Quimbo
ГЕС El Quimbo — гідроелектростанція у південній частині Колумбії. Знаходячись перед ГЕС Бетанія, становить верхній ступінь каскаду у верхній течії річки Магдалена, яка після того довго тече у північному напрямку та впадає до Карибського моря в місті Барранкілья. 
В межах проекту річку перекрили кам’яно-накидною греблею із бетонним облицюванням висотою 150 метрів та  довжиною 635 метрів, яка потребувала 11,2 млн м3 матеріалу. На час будівництва воду відвели за допомогою тунелю довжиною 0,5 км з діаметром 12 метрів. Крім того, на правобережжі звели допоміжну кам’яно-накидну дамбу із глиняним ядром висотою 66 метрів та довжиною 410 метрів, на яку пішло 3,15 млн м3 породи. Разом ці споруди утримують водосховище з площею поверхні 82,5 км2 та об’ємом 3215 млн м3 (корисний об’єм 2354 млн м3). 
Пригреблевий машинний зал обладнали двома турбінами типу Френсіс потужністю по 200 МВт, які при напорі у 122 метри повинні забезпечувати виробництво 2216 млн кВт-год електроенергії на рік.
Під час будівництва комплексу окрім зазначених робіт провели вибірку 3,4 млн м3 породи (в т.ч. 0,46 млн м3 у підземних спорудах) та використали 207 тис м3 бетону.